# Poiana Stampei
Poiana Stampei – wieś w Rumunii, w okręgu Suczawa, w gminie Poiana Stampei. W 2011 roku liczyła 837 mieszkańców. 